# Ingré
Ingré település Franciaországban, Loiret megyében. Lakosainak száma 9838 fő (2022. január 1.). Ingré Saran, Bucy-Saint-Liphard, Chaingy, La Chapelle-Saint-Mesmin, Ormes és Saint-Jean-de-la-Ruelle községekkel határos.

## Népesség
A település népességének változása:
| Lakosok száma | 3973 | 5221 | 5880 | 7972 | 8282 | 8740 | 9087 | 9482 | 9541 | 9838 |
|               | 1968 | 1982 | 1990 | 2006 | 2013 | 2015 | 2017 | 2019 | 2020 | 2022 |